# گمینا وشچووا
گمینا وُشچووا (به لهستانی:  Gmina Włoszczowa) یک گمینا در لهستان است که در شهرستان وشچووا واقع شده‌است. گمینا وُشچووا ۲۵۳٫۷ کیلومتر مربع مساحت و ۲۰٬۴۲۶ نفر جمعیت دارد.